# Yoshinobu Miyake
Yoshinobu Miyake (japanska: 三宅 義信), född 24 november 1939 i Murata i Miyagi prefektur är en japansk före detta tyngdlyftare. Han vann en silvermedalj vid olympiska sommarspelen 1960, två guldmedaljer vid olympiska sommarspelen 1964 och 1968 och satte 25 världsrekord mellan 1959 och 1969. Han har också vunnit sex världsmästerskap samt en guldmedalj vid Asiatiska spelen 1966.